# Josep Fortuny i Guarro
Josep Fortuny i Guarro (barri de Sants, Barcelona, 1952 - Barcelona, 30 de setembre de 2013) fou un músic i poeta català, bateria, percussió i veu de la Companyia Elèctrica Dharma, considerat el Poeta de la Dharma, era la veu més cerebral del grup i el seu ideòleg. La seva darrera aparició va ser al Concert per la Llibertat el 29 de juny de 2013 al Camp Nou.

## Obra
- Març de 2013: El soroll després de Kerouac, amb il·lustracions de la seva filla Liliana Fortuny. Edicions Els Llums.[3][2]